# Barbicornis basilisi
Barbicornis basilisi är en fjärilsart som beskrevs av Pierre André Latreille och Jean Baptiste Godart 1824. Barbicornis basilisi ingår i släktet Barbicornis och familjen Riodinidae. Inga underarter finns listade i Catalogue of Life.